# Oscar Görres
Oscar Michael Görres (aka ”OzGo”), född 20 mars 1986 i Stockholm, är en svensk låtskrivare, producent och musiker. Han har skrivit och producerat musik för internationella artister som Maroon 5, Britney Spears, DNCE, Tori Kelly, Cher Lloyd, Tove Lo och Adam Lambert.
Han är sambo med Linda Pritchard.